# Železniční trať Vranovice–Pohořelice
Železniční trať Vranovice–Pohořelice (v jízdním řádu pro cestující naposledy označená číslem 253, do 80. let označením 25d) je jednokolejná vlečka o délce 8 km. Původně se jednalo o regionální dráhu, na níž byla osobní doprava provozována v letech 1895–2008.

## Historie a současnost
Doprava na dráze byla zahájena 17. září 1895.
Před zastavením dopravy byla pravidelná osobní doprava na trati provozována pouze v pracovní dny. K jejímu zastavení došlo 12. prosince 2008. V nákladní dopravě byl od jízdního řádu 2008/2009 veden jeden pár manipulačních nákladních vlaků denně. V roce 2012 byla dráha přeřazena do kategorie vleček.
Od roku 2011 jsou na trati při různých příležitostech (Mikulášské jízdy, Den železnice, výročí tratě, apod.) pořádány mimořádné veřejné jízdy motorových i parních vlaků.

## Stanice a zastávky
Zastávky Přibice a Velký Dvůr i dopravna Pohořelice jsou podle provozního řádu vlečky zrušené, ale jejich nástupiště jsou stále k dispozici.

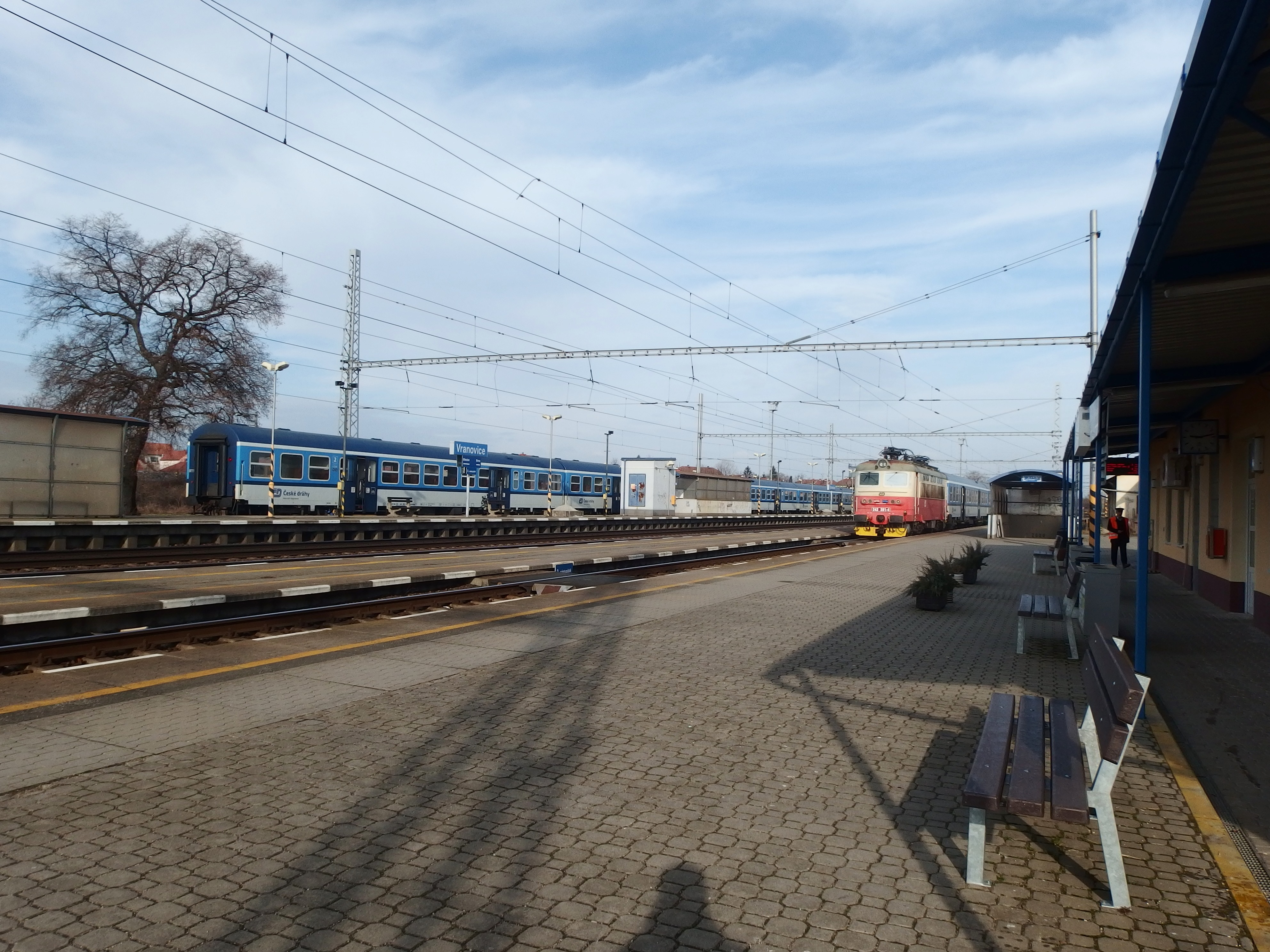
Vranovice
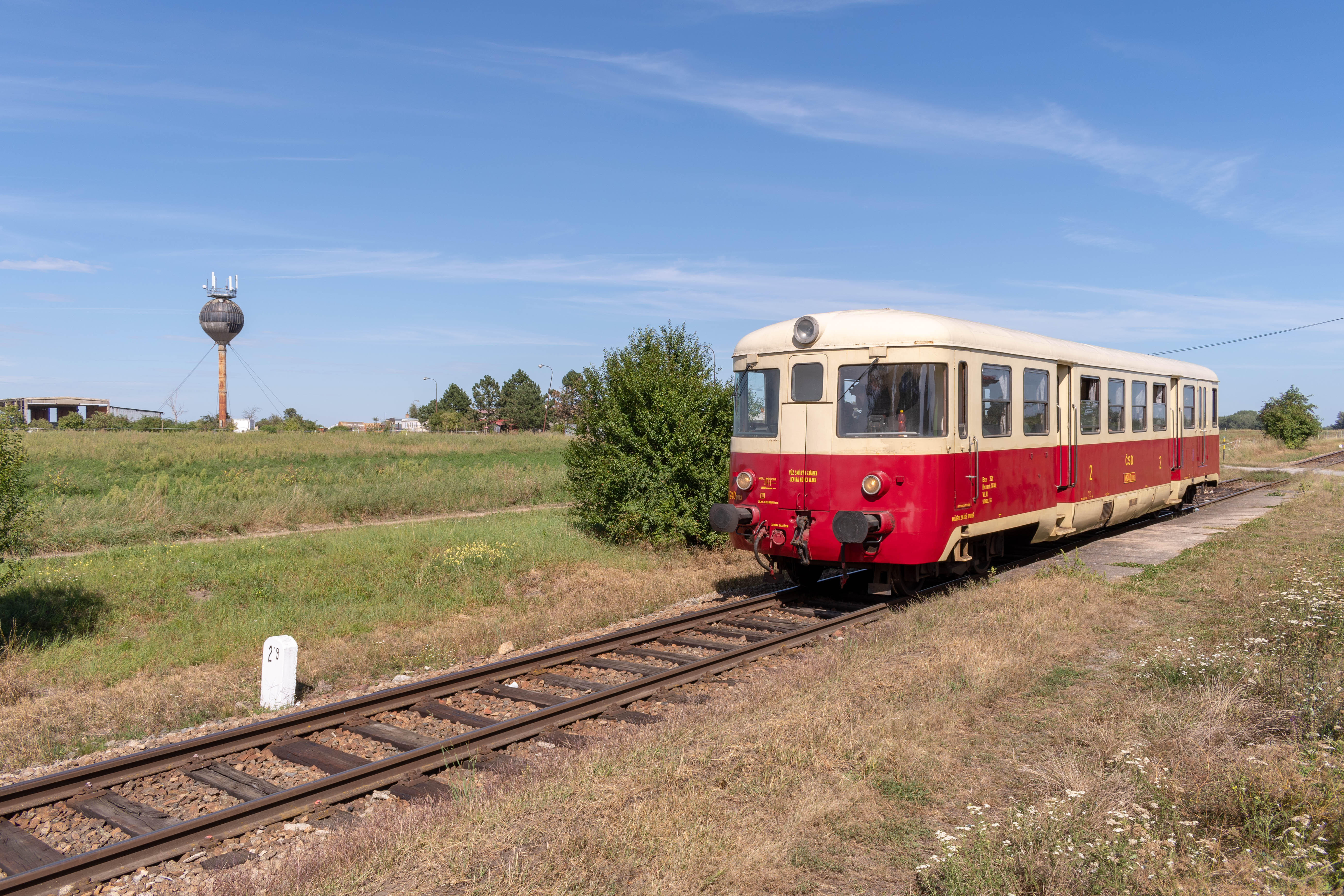
Přibice
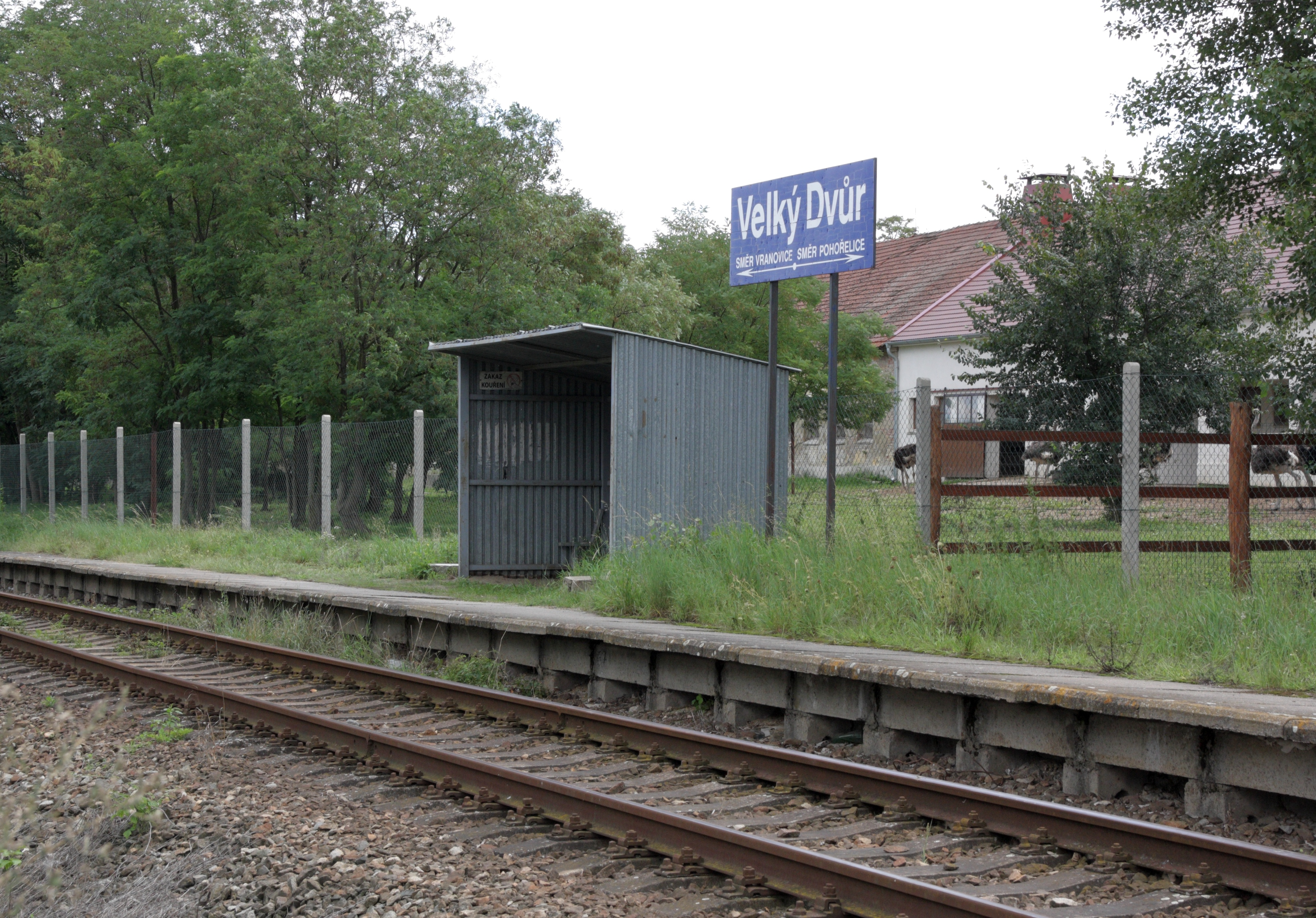
Velký Dvůr
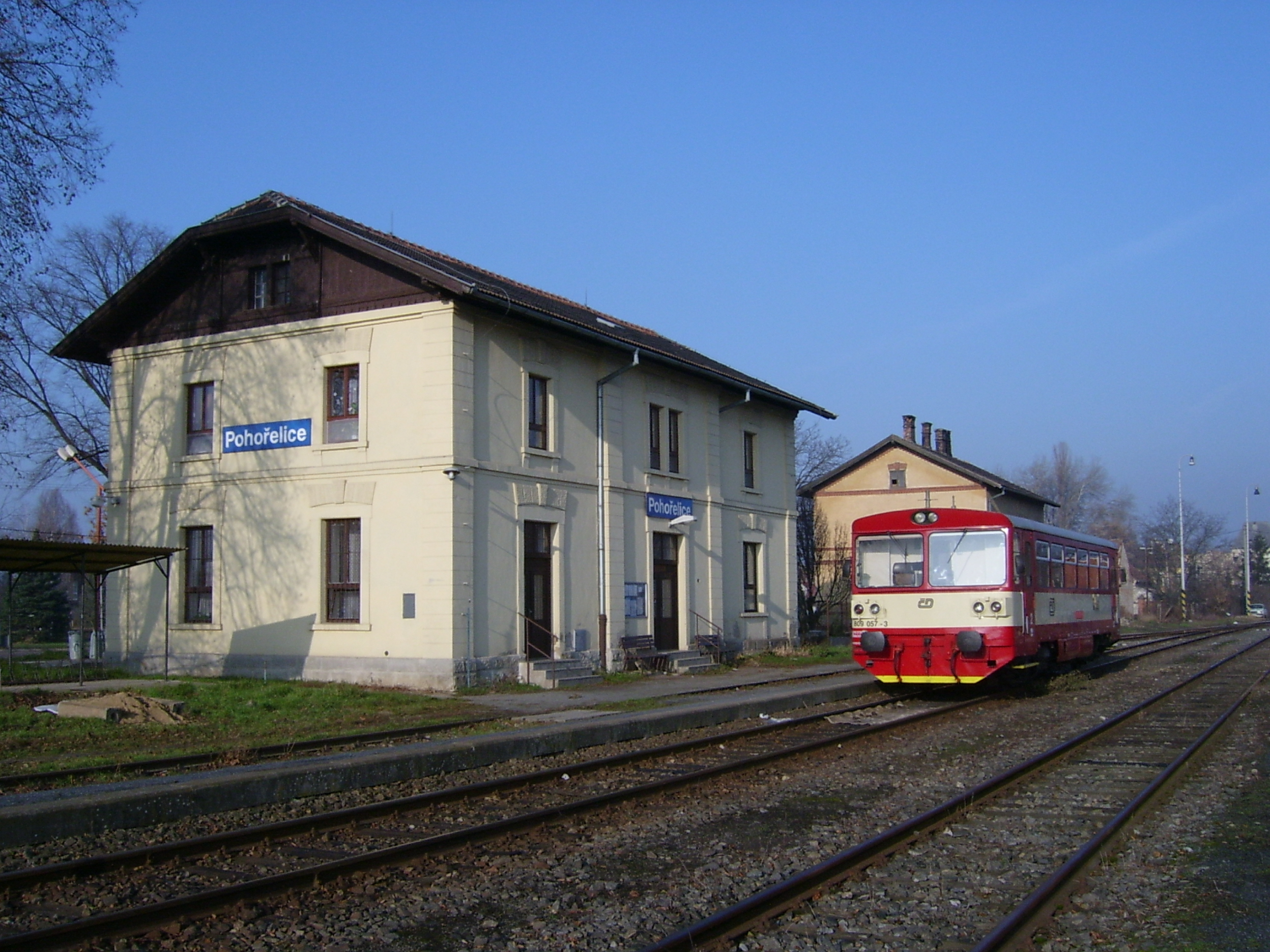
Pohořelice